# Herrenhaus Steinhorst

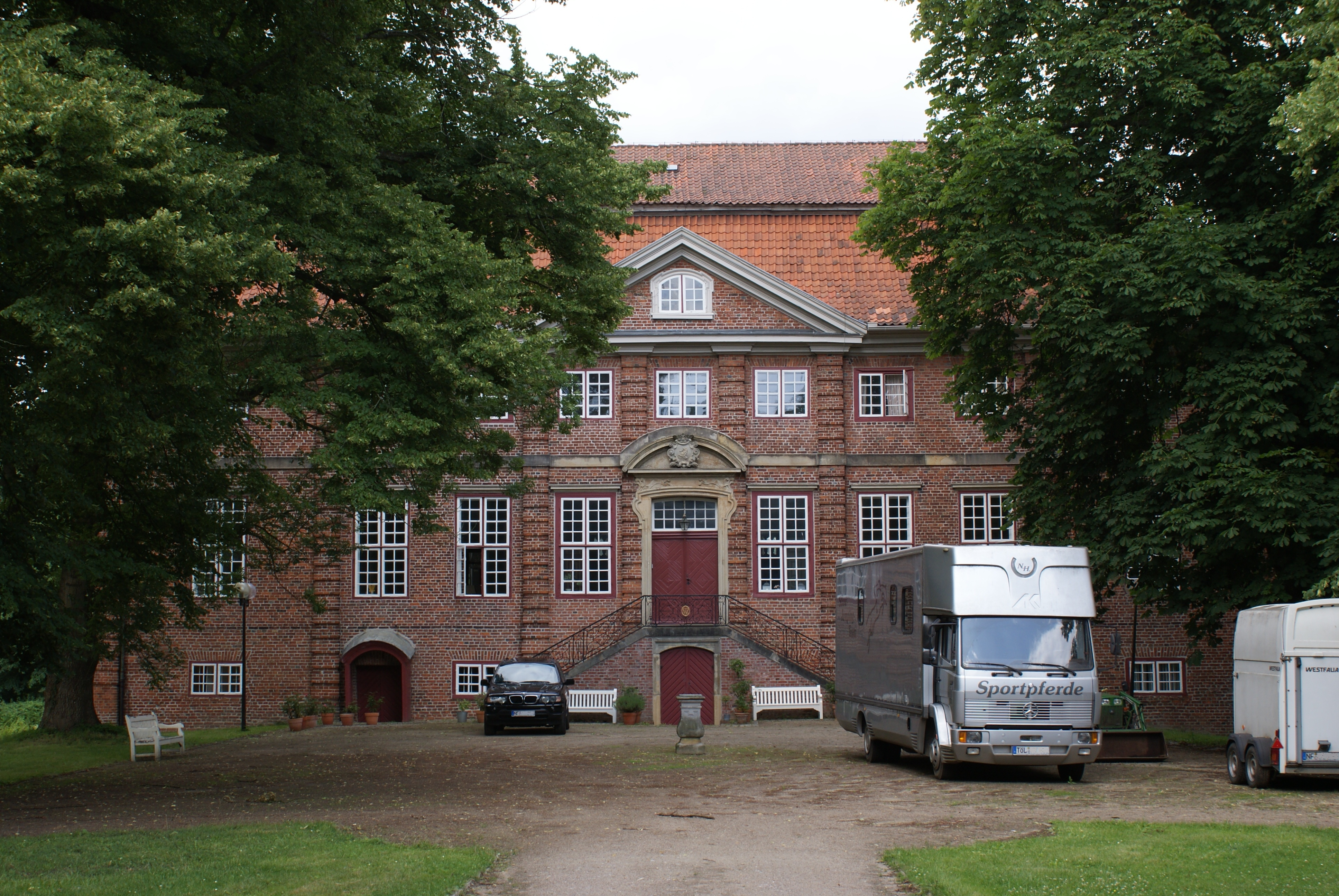
Das Herrenhaus Steinhorst, Blick auf die Hoffassade

Das Herrenhaus Steinhorst in Steinhorst im Kreis Herzogtum Lauenburg war ursprünglich das Herrenhaus des gleichnamigen Adligen Gerichts und späterer Verwaltungssitz. Durch diese Doppelfunktion hat es zumeist nur als Amtshaus gedient, als Herrenhaus des Guts Steinhorst wurde es im 18. Jahrhundert nur für eine Generation bewohnt. Steinhorst wird zu den bedeutendsten Barockbauten des Landes Schleswig-Holstein gezählt. Es befindet sich gegenwärtig in Privatbesitz und liegt an der Von Wedderkopstraße (K 42) in Steinhorst.

## Geschichtlicher Überblick
Der Gutsbesitz Steinhorst befand sich im Mittelalter zunächst im Besitz der Familie von Borstele, die auf dem Gelände im 14. Jahrhundert zwei kleine Wasserburgen errichteten, die um 1349 bereits wieder zerstört wurden. Für das späte 14. Jahrhundert ist der Besitz für die Familie von Steinhorst dokumentiert. Das Gut Steinhorst ging 1408 an die Herzöge von Lauenburg, die ihn zum Amt erhoben und später an das Herzogtum Gottorf verpfändeten. Der Wirtschaftshof wurde infolge des Dreißigjährigen Krieges zerstört und nach 1648 erneuert. 1691 ging das Amt an den gottorfischen Minister Magnus von Wedderkop, dessen Sohn Gottfried im 18. Jahrhundert das heutige Herrenhaus errichten ließ. Dafür wurden einst mehr als 350.000 Ziegelsteine aus ganz Schleswig-Holstein nach Steinhorst gebracht. Der Bau sollte ursprünglich 20.000 Reichstaler kosten, kostete zu seiner Fertigstellung allerdings 120.000 Reichstaler, umgerechnet ca. 3,5 Mio. Euro.
Dieser übereignete Steinhorst 1738 dem Königreich Hannover, was durch die Lage nahe der Grenze zu wiederholten Streitigkeiten mit dem Königreich Dänemark führte. Über diese Streitigkeiten wurde auch international in der London Evening Post vom 4. Januar 1739 berichtet. 1739 wurde Steinhorst mit Lauenburg wieder vereinigt, nach der Vollendung des sogenannten Gesamtstaats ging das Gut 1815 in den Besitz des dänischen Königs und nach dem Krieg von 1864 an das Königreich Preußen. Ab 1876 beherbergte das Herrenhaus das Amtsgericht, das Gut wurde aufgesiedelt.
Nach dem Zweiten Weltkrieg diente das Herrenhaus der Unterbringung von Kriegsflüchtlingen, später beherbergte es mehrere Wohnungen, ein Polizeiamt und eine Arztpraxis. Das Land Schleswig-Holstein verkaufte das Herrenhaus 1973 an das Kosmetikunternehmen Schwarzkopf, das es als Repräsentations-, Schulungs- und Gästehaus nutzte und ein kleines Museum für die Sammlung Schwarzkopf einrichten ließ. Das Herrenhaus war in diesen Jahren zudem Sitz der Stiftung Schleswig-Holstein. Der damaligen Landesregierung diente Steinhorst als inoffizielles Gästehaus; zu den regelmäßigen Gästen des Hauses zählte Ministerpräsident Uwe Barschel. In den 1990er Jahren und 2010 erfolgten weitere Besitzerwechsel und das Gut befand sich in Privatbesitz. Aktuell wird es, wie auch das von Wedderkop besessene Schloss Tremsbüttel von einer Privatklinik angemietet. Das Herrenhaus und die barocke Gartenanlage sind nicht zu besichtigen.

## Baubestand

### Das Herrenhaus
Das Herrenhaus wurde landesuntypisch rund 100 Meter abseits des Wirtschaftshofs und dort als Zentrum einer barocken Hof- und Gartenanlage errichtet. Baumeister war der Architekt Johannes Nicolaus Kuhn, die Arbeiten begannen 1720 und endeten 1736. Das Herrenhaus verfügt über ein niedriges Sockel-, ein hohes Haupt- und ein niedriges Obergeschoss und ist durch ein hohes Mansardwalmdach gedeckt. Das Gebäude ist vollständig aus Backstein errichtet und unverputzt. Die Fassaden sind plastisch mit gemauerten Pilastern gestaltet und mit Gesimsbändern und Portalen aus Sandstein akzentuiert, der dreiachsige Mittelrisalit wird durch einen Frontispiz betont. Über dem Portal befindet sich das Wappen des Bauherrn.
Der Grundriss des Herrenhauses ist weitgehend symmetrisch: Auf das zentral gelegene Vestibül, das zugleich als Treppenhaus dient, folgen auf beiden Seiten jeweils zwei Salons, sowie im Osten zwei, im Westen drei Kabinette, die Räume sind nach französischem Vorbild en filade verbunden. Die mobile Ausstattung ist im Laufe der Jahrhunderte zum Teil verloren gegangen, die wandfeste Dekoration in barockem Stuckwerk im Stil der Régence blieb jedoch bis in die Gegenwart erhalten. Das Portal ist mit dem Wappen der Familie von Wedderkop dekoriert.

### Der Garten
Das Haus ist dreiseitig von einem Hausgraben umgeben und bildet den Mittelpunkt einer großzügigen barocken Gartenanlage, deren ab 1722 angelegten Grundzüge bis in die Gegenwart erhalten sind. Von Süden her führt eine lange Allee auf die Hoffassade des Herrenhauses zu, nördlich schließt sich der Garten an, der seine ursprünglich formale Gestalt seit dem 19. Jahrhundert verlor und zu einem Landschaftsgarten umgestaltet wurde. Die mittlere Hauptachse der Anlage führt vom Garten mehrere Kilometer Richtung Norden in das benachbarte Waldgebiet.